# Joachim J. Scholz
Joachim J. Scholz (* 1942 in Neisse) ist ein deutscher Germanist.
Scholz studierte vergleichende Literaturwissenschaft und Philosophie an der Universität von Chicago, wo er 1978 mit einer Arbeit über die Romantiker Novalis und William Blake promovierte. Seit 1980 war er Professor für deutsche Sprache und Literatur am Washington College in Chestertown. 12 Jahre lang amtierte er zudem als  Provost und Dean an der Hochschule. 2009 ging er in den Ruhestand. 
Joachim Scholz ist verheiratet mit Rachel Scholz, die am Education Department (Lehrerausbildung) des Washington College lehrte. Er gab einen Briefwechsel von August Scholtis heraus. 